# Sara Allgood
Sara Ellen Allgood, född 31 oktober 1879 i Dublin, Irland, död 13 september 1950 i Woodland Hills, Los Angeles, Kalifornien, var en irländsk-amerikansk skådespelerska.
Allgood började sin skådespelarbana på Abbey Theatre i Dublin och hade premiär på Broadway den 20 november 1911 i två uppsättningar på Maxine Elliott Theatre.  Hon medverkade regelbundet i tidiga Hitchcockfilmer som Utpressning, Juno och påfågeln och Fåglarna sjunga klockan 1.45. Hon Oscarsnominerades 1941 i kategorin bästa kvinnliga biroll för sin roll Beth Morgan i Jag minns min gröna dal. 
Hon var under en kort tid gift med den brittiske skådespelaren Gerald Henson. Både Henson och parets nyfödda dotter avled av spanska sjukan. 
Allgood blev amerikansk medborgare 1945.

## Filmografi
- 1918 - Just Peggy - Peggy
- 1929 - Utpressning - Mrs. White
- 1930 - Juno och påfågeln - Mrs. Boyle, "Juno"
- 1936 - Fåglarna sjunga kl 1.45 - ej krediterad
- 1939 - Natten när det brann - städerska
- 1941 - Lady Hamilton - Mrs. Cadogan-Lyon
- 1941 - Dr. Jekyll och Mr. Hyde - Mrs. Higgins
- 1941 - Jag glömmer dig aldrig - Mary
- 1941 - Jag minns min gröna dal - Mrs. Beth Morgan
- 1942 - Absolut oskyldig! - Mrs. Morton
- 1942 - Över allt förnuft  - servitris
- 1942 - Kriget mot mrs. Hadley - Mrs. Michael Fitzpatrick
- 1942 - Livet börjar kl. 8.30 - Alma Lothian
- 1943 - Staden utan män - Maria Barton
- 1943 - Jane Eyre - Bessie
- 1944 - Hämnaren - Ellen Bonting
- 1944 - Till främmande hamn - Mrs. Midget
- 1944 - Himmelrikets nycklar - syster Martha
- 1945 - Om tankar kunde döda - Nona
- 1945 - Spiraltrappan - syster Barker
- 1946 - Husan som inte visste sin plats - Mrs. Maile
- 1947 - Dorsey spelar upp! - Mrs. Dorsey
- 1947 - En skugga faller - Martha Huntley
- 1947 - Skandal efter noter - mormor McKinley
- 1947 - Min irländska ros - Mrs. Brennan
- 1948 - Gäckande Venus - Mrs. Fogarty
- 1949 - Jagad! - Mrs. Conner
- 1949 - Lassie, vallhunden - Mrs. MacFarland
- 1950 - Dussinet fullt - Mrs. Monahan